# CPR-1000
CPR-1000或CPR1000，全称中国改进型压水堆核电技术（China Pressurized Reactor），是在“第二代+”压水反应堆的基础上，将1990年代引进的法国900 MW的三个冷却回路设计改进成为拥有净输出功率1000兆瓦（1080兆瓦的毛输出功率），设计使用寿命为60年的产品。
CPR-1000由中国广核集团（中广核集团）建造和经营，前身为中国广东核电公司。第二个机组设备中70％是中国国产的设备，未来目标为90％国产。
这代表了中国第一个（主要）适用于国际市场的反应堆。如果该反应堆在国外建成，中国届时将成为出口核反应堆的六个国家之一。

## 建造
2009年9月，中国第一台采用改进型压水堆核电技术CPR1000的核电机组冷试成功。2010年6月，CPR-1000被部署到岭澳核电站（二期）、辽宁红沿河核电站等15个机组上。

## 设计

### 寿命
核电机组因为长期持续性地处在高温、高压的环境下，机件容易疲乏、老化。舉例來說，压水式反应炉必须在150大气压下将300℃的水保持在液态，結構承受的力極大，因此寿命约在30年左右。核能工业虽然希望能延长核电厂使用时间为40年，但1997年以前已退役的84座核能机组寿命平均仅17年，1999年11月瑞典关闭的首座电厂也仅使用26年。

### 改进型号ACPR1000
2010年，中国广核集团宣布进一步向第三代水平的ACPR-1000设计方向发展，该方案也将取代知识产权受限制组件。 中国广核集团的目标是在2013年之前能够独立销售ACPR-1000出口产品。 中国广核集团一直与东方电气，上海电气，哈尔滨电气集团公司，中国一重，和中国二重合作进行开发工作。
阳江5号将于2013年底开始建设ACPR-1000反应堆。 这个反应堆将包括一个堆芯捕捉器和双重防护作为附加安全措施。
在福岛第一核电站事故发生后，一个被称为ACPR-1000+的修订设计被提出。其特点包括双重防护，防止外部爆炸和飞机，抗震能力提高到0.3 g，增加堆芯热裕度，和改进操作系统 。总发电量增加到1150 MW 。 ACPR-1000+ 预计从2014年开始出口。

## 华龙一合并设计
自2011年起，中国广核集团逐步将ACPR-1000与中国核工业集团公司的ACP-1000设计合并为新的华龙一号设计。

## 参見
- 核動力
- 红沿河核电站
- 中华人民共和国核电站列表
- 中华人民共和国核工业